# Canti al villaggio
Canti al villaggio (in russo Песни На Деревне?, Pesni Na Derevne) è un racconto di Lev Tolstoj scritto nel novembre del 1909 e pubblicato nel 1910.

## Trama
È una nebbiosa mattina autunnale. L'io narrante sente degli allegri canti, accompagnati da un'armonica e, senza che lo volesse, se ne sente attratto. Cinque giovani del villaggio, quattro scapoli e uno sposato, sono stati chiamati alle armi. I giovani coscritti fanno il giro del paese, per i saluti, accompagnati da un allegro canto popolare, una barynja, suonato con  l'armonica da uno dei cinque giovani. Le donne del villaggio sono addolorate e si disperano ad alta voce; gli uomini sembrano  rassegnati, o addirittura di buon umore. Lo scrittore parla con un contadino suo conoscente: è il padre del giovane sposato; spera che, sotto le armi, suo figlio riesca almeno a guadagnarsi il pane per sé, e aggiunge: «Per dispiacere, dispiace. Ma che ci si può fare?». Il narratore vede accanto a lui un vecchietto che riconosce a stento: è Prokofij dai capelli rossicci, «un bravo mužik lavoratore al quale, come spesso accade, come in un susseguirsi di fatalità, erano capitate una disgrazia dopo l'altra: una volta gli avevano portato via due cavalli, un'altra aveva avuto un incendio, poi gli era morta la moglie». Il narratore gli indica un bel giovane di alta statura e di aspetto fiero, che sarà arruolato sicuramente nella guardia, e gli chiede se sa chi sia. Prokofij risponde: «È il mio» e scoppia a piangere. Solo a queste parole il narratore avverte «l'orrore di quel che stava avvenendo» e se ne torna a casa pieno di vergogna «per aver osservato tutto ciò come uno spettacolo interessante». E conclude:
(Lev Tolstòj, «Canti al villaggio»; traduzione di Serena Prina, op. cit., ISBN 88-04-35177-2, p. 1233.)

## Genesi dell'opera
Nei Diario del 22 ottobre 1909 Tolstoj fa una lunga descrizione della partenza di cinque reclute dal villaggio di Jasnaja Poljana. Tolstoj racconta di essersi messo a conversare con Vasilij Matveevič, padre di uno dei coscritti, quello sposato. Si sono avvicinati allora lo starosta e un vecchio. Tolstoj ha chiesto loro chi fosse «un giovane alto, vestito bene, spigliato, che cammina baldanzoso». Il vecchio ha risposto che era suo, ed è scoppiato in lagrime, suscitando le lagrime di Tolstoj. Tolstoj lavorò a questo racconto dal 5 all'8 novembre 1909 il quale apparve in una antologia per il giubileo del Fondo per l'Assistenza ai letterati (in russo Юбилейный сборник Литературного фонда?, Ûbilejnyj sbornik Literaturnogo fonda) pubblicato a San Pietroburgo nel 1910.

## Edizioni
- Lev N. Tolstoj, «Canti in campagna»; traduzione di G. De Dominicis Jorio. In: Lev N. Tolstoj, Tutte le opere narrative e di teatro di Lev N. Tolstoj; a cura di Eridano Bazzarelli, Vol. IV: Resurrezione; Ultimi racconti: 1889-1910, Milano: U. Mursia e C.; Milano: APE Corticelli, 1960
- Lev Tolstòj, «Canti al villaggio»; traduzione di Serena Prina. In: Lev Tolstòj, Tutti i racconti, a cura di Igor Sibaldi, Collezione I Meridiani, Milano: Mondadori, Vol. II, V ed., maggio 2005, pp. 1228-33, ISBN 88-04-35177-2